# Battaglia di Ferrybridge
La battaglia di Ferrybridge è un incontro preliminare tra gli eserciti di York e Lancaster presumibilmente il 28 marzo 1461 prima della principale battaglia di Towton durante la Guerra delle Due Rose. 
Esiste qualche dubbio sulla data in cui si svolse la battaglia e nessuna fonte contemporanea afferma esplicitamente che abbia avuto luogo il 28 marzo ma si riferisce alla Domenica delle Palme che potrebbe riferirsi alla mattina del 29. Le prove archeologiche indicano che il successivo scontro vicino a Dittingdale sia il giorno del fidanzamento di Lord Clifford nello stesso giorno in cui viene ucciso avrebbero dato una nuova interpretazione del fatto che ci siano stati 3 scontri consecutivi in un giorno fino ad arrivare a Towton e se questo è veramente il caso la cifra delle vittime per quest'ultima battaglia comprenderebbero anche quelle di Ferrybridge.

## Antefatto
Dopo essersi autoproclamato Re, Edoardo VI radunò una grande forza e marciò a nord verso la posizione dei Lancaster dietro il fiume Aire nello Yorkshire. Il 27 marzo il conte di Warwick (alla guida dell'avanguardia) costrinse un passaggio a Ferrybridge, colmando le lacune (i Lancaster lo avevano precedentemente distrutto) con delle assi. Nell'operazione perse molti uomini, sia per le gelide acque invernali che per la frequente grandinata di frecce proveniente da un piccolo ma determinato gruppo lancasteriano dall'altra parte. Una volta che l'attraversamento fu effettuato e i Lancaster furono visti allontanarsi, Warwick fece riparare il ponte dai suoi uomini mentre il campo era stabilito sul lato nord del fiume.

## La battaglia
La mattina presto del giorno successivo agli York fu tesa un'imboscata da un folto gruppo dei Lancaster al comando di Lord Clifford e John, Lord Neville, un fratello minore del II conte di Westmorland (primi cugini di sangue di Warwick). Le forze di Warwick, completamente sorprese e confuse, subirono molte perdite. Il secondo in comando di Warwick al campo, Lord FitzWalter fu ferito a morte mentre cercava di radunare i suoi uomini (morì una settimana dopo). Il Bastardo di Salisbury, fratellastro di Warwick fu ucciso e durante la ritirata lo stesso conte di Warwick rimase ferito, colpito da una freccia alla gamba. Jean de Wavrin afferma che quasi 3000 uomini morirono nei combattimenti.

## Conseguenze
Dopo la battaglia, Edoardo arrivò con il suo esercito principale e insieme a Warwick tornarono sul ponte per trovarlo in rovina. Warwick mandò suo zio Lord Fauconberg con la cavalleria yorkista, dove attraversarono il guado a Castleford e inseguirono Lord Clifford. Fauconberg inseguì Lord Clifford, suo pronipote, in vista del principale esercito lancasteriano e lo sconfisse dopo una feroce lotta. Clifford è stato ucciso da una freccia alla gola, avendo inspiegabilmente rimosso il pezzo di armatura che avrebbe dovuto proteggere quell'area del suo corpo.